# Bartosz Tomaszek

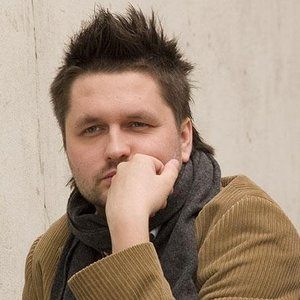
Bartosz Tomaszek

Bartosz Tomaszek (ur. 8 grudnia 1977 w Krakowie) – polski kompozytor. Autor muzyki do programów telewizyjnych, piosenek, spektakli teatralnych, koncertów symfonicznych, filmów oraz reklam radiowych i telewizyjnych. Laureat Grand Prix na 2. Festiwalu Filmowym im. Krzysztofa Komedy – wraz z Adamem Niedzielinem.
Ojciec dwóch córek – Maryli i Poli.

## Autor muzyki
- 3 Love – etiuda filmowa w reż. Agnieszki Smoczyńskiej[4][5]
- Anikoty – piosenki dla Anny Szałapak[6], artystki Piwnicy pod Baranami
- Serial dokumentalny – UsterkaUsterka[7]
- Serial telewizyjny – Agencja
- Serial telewizyjny – Miasto Zbrodni[8]
- Program rozrywkowy – Kuchenne rewolucje
- Serial telewizyjny – Katastrofy górnicze[9]
- Program publicystyczny – Teraz my!
- Program publicystyczny – Czarno na białym
- Program publicystyczny – Po prostu
- Film fabularny – Heniek[10]
- Film telewizyjny – Władcy marionetek[11]
- Koncert symfoniczny poświęcony pamięci Jana Pawła II Szukam Was[12] do tekstów Michała Zabłockiego
- Zamieszkaj ze mną – piosenki na płytę Beaty Bednarz[13]
- Program dokumentalny Polacy w Rzymie i Watykanie[14]
- Film fabularny pt. Film z angielskimi napisami[15] w reżyserii Marka Grabie
- Piosenka dla Olka Talkowskiego; Koniec świata[16]
- Piosenka w wykonaniu Olka Klepacza i Maryli Tomaszek pt. Chcę tu być[potrzebny przypis]